# کتابخانه ملی ایران شعبه بوشهر
کتابخانه ملی ایران شعبه بوشهر یکی از شعبه‌های کتابخانه ملی ایران است که در سال ۱۳۸۶ شهر بوشهر تأسیس شده‌است.

## مشخصات
این مرکز با ۴۵۰ مترمربع در دو طبقه احداث شده‌است. فضای لازم برای نگهداری یک و نیم میلیون سند در این مرکز وجود دارد. کتابخانه، آرشیو اسناد، میکروفیلم و سالن مطالعه از بخش‌های مختلف این مرکز است. جمع‌آوری اسناد شخصی، تاریخ شفاهی، اخذ شماره استاندارد بین‌المللی برای نشریات، اخذ شماره ۱۰ رقمی استاندارد کتابخانه‌ها و اخذ شماره فهرست‌نویسی پیش از انتشار، از وظایف این مرکز خواهد بود. در آینده‌ای نزدیک، بخش آزمایشگاه، مرمت و صحافی نیز به این مرکز اضافه می‌شود.
مدیریت این کتابخانه بر عهدهٔ غلامحسین نظامی است.

## کتاب‌ها و اسناد موجود در کتابخانه
در حال حاضر حدود پنج هزار جلد کتاب در این کتابخانه نگهداری می‌شود. ۷۰ جلد کتاب خطی و چاپی مربوط به استان بوشهر در مرکز اسناد و کتابخانه ملی بوشهر موجود است. از این تعداد کتاب ۴۳ جلد خطی و ۲۷ جلد چاپی است که قدیمی‌ترین نسخه مربوط به ۱۶۱ سال پیش و در خصوص نوحه‌است. همچنین یک هزار قطعه عکس قدیمی و یک هزار و ۷۰۰ عنوان کتاب با موضوع بوشهر، خلیج فارس و جنوب ایران، ۳۰ هزار سند دولتی و یک هزار سند مردمی با موضوعات مختلف در این مرکز نگهداری می‌شود. با همکاری مردم حدود هزار و ۸۰۰ سند از جمله اسناد مربوط به قباله ازدواج و زمین جمع‌آوری شده و در این مرکز نگهداری می‌شود.